# URBAN
Die Gemeinschaftsinitiative URBAN (auch URBAN I genannt, gefolgt von URBAN II) dient der wirtschaftlichen und sozialen Wiederbelebung krisenbetroffener Städte und Stadtviertel zur Förderung einer dauerhaften Stadtentwicklung.
Dies wird insbesondere als notwendig angesehen, da den Städten im Rahmen einer nachhaltigen städtischen Entwicklung und des Beitrags der Städte, insbesondere der Städte mittlerer Größe, eine besondere Rolle bei der Regionalentwicklung zukommt.

## Gemeinschaftsinitiative
Die Europäische Gemeinschaft (Union) unterstützt die Verwirklichung der sozialen und wirtschaftlichen  Zusammenhalt mit den Strukturfonds. Die Gemeinschaftsinitiativen dienen dazu bei spezifischen Problemen innerhalb der Gemeinschaft die betroffenen Regionen in den Mitgliedstaaten bei der Lösung zu unterstützen. Beispiel für Gemeinschaftsinitiativen sind:
- INTERREG[5],
- URBAN (URBAN II[6])[7].
- LEADER[8] und,
- EQUAL[9]

## Ziel
Durch die Gemeinschaftsinitiative URBAN sollen krisenbetroffene Stadtviertel unterstützt werden. Insbesondere im Hinblick auf die drei Auf- und Ausgabenschwerpunkte
- physische und ökologische Erneuerung, soziale Eingliederung sowie
- Unternehmertum und
- Beschäftigung.

Ziel der Gemeinschaftsinitiative URBAN ist auch die wirtschaftliche und soziale Wiederbelebung von krisenbetroffenen Städten und Stadtrandgebieten zur Förderung einer dauerhaften Städteentwicklung. Diese Maßnahme hat besondere Bedeutung, da in der Europäischen Union aktuell etwa 80 % der Bevölkerung in Städten lebt.
URBAN ist nicht zur Lösung aller Probleme der Städte geeignet oder geplant. Es ist als ein Modell für die nationale Politik und ein Mittel zur Verbreitung von bewährten Praktiken gedacht.

## Dauer
URBAN wurde im Jahre 1994 gestartet und endete 1999. Bereits vor 1994 waren erste städtische Pilotprojekte gefördert worden.

## Finanzierung
URBAN wird aus dem Europäischen Fonds für regionale Entwicklung (EFRE) finanziert.
Insgesamt 118 Städte in der EU wurden mit der Gemeinschaftsinitiative URBAN I mit einem Gesamtrahmen von über 900 Millionen Euro unterstützt.

## Beispiele von Maßnahmen in URBAN (1994–1999)
- Restaurierung des historischen Zentrums von Bari (Italien),
- Erneuerung des Lasipalatsi (Helsinki, Finnland),
- Beschäftigungsbus (Porto, Portugal),
- Wiederbelebung eines lokalen Marktes und die Förderung von Unternehmen von Zuwanderern in Wien (Österreich),
- Projekt in Barcelona (Spanien) zur sozialen Eingliederung von Jugendlichen (das darauf abzielte, die Zahl von Schulabbrüchen und das Fernbleiben vom Unterricht zu verringern),
- Sportanlage in Marseille (Frankreich).

## Schlussfolgerung für die EU
Die aus URBAN, INTERREG, LEADER und EQUAL erlangten Erkenntnisse und daraus entwickelten Konzepten sind für die künftige europäische Politik sehr wichtig. Die Europäische Kommission zieht folgende Lehren aus diesen Gemeinschaftsinitiativen (Beispiele):
- Es ist ein integrierter Ansatz notwendig, wobei Sozial-, Umwelt- und Wirtschaftsmaßnahmen auf einem begrenzten Gebiet kombiniert werden, um eine ganzheitliche Antwort auf die vielschichtigen Probleme des Gebiets zu formulieren;
- Die Schwerpunkte sind auf relativ kleine Gebiete zu legen, wodurch der Einfluss und die Sichtbarkeit der Aktion gesteigert werden können („value for money“);
- Gebiete sind gemäß nationalen Bedürfnissen und Prioritäten auszuwählen und dabei gleichzeitig die Gemeinschaftskriterien und ein transparentes Auswahlverfahren zu respektieren (Flexibilität);
- Verwaltungsvereinfachung und Flexibilität sollen gestärkt werden, insbesondere durch die Zusammenführung des Gemeinschaftsbeitrags in einem einzigen Fonds mit einheitlichen Verfahren, während auch weiterhin sämtliche Maßnahmen der Strukturfonds abgedeckt werden;
- Es sind starke Schwerpunktlegung auf lokale Partnerschaften, die lokale Initiativgruppen mit einschließt, zu legen. Damit werden lokale Kapazitäten geschaffen, wodurch die Programme effizienter umgesetzt werden können. Dadurch werden auch neue europäische Verwaltungsmodelle gefördert, was den Bürgern Europa näher bringt.